# Philiodoron
Philiodoron is een geslacht van vlinders uit de familie van de Houtboorders (Cossidae). De wetenschappelijke naam en de beschrijving van dit geslacht werden voor het eerst in 1958 gepubliceerd door Harry Kendon Clench.

## Soorten
- Philiodoron cinereum Clench, 1958
- Philiodoron frater Clench, 1958
- Philiodoron serenensis (Ureta, 1957)